# Hitman: Absolution
Hitman: Absolution är ett datorspel utvecklat av  IO Interactive och gavs ut av Square Enix till Windows, Playstation 3 och Xbox 360. Spelet släpptes den 20 november 2012. Spelet släpptes även som remastrad version tillsammans med Hitman: Blood Money till Playstation 4 och Xbox One med titeln Hitman HD Enhanced Collection.

## Handling och spelupplägg
Handlingen i Hitman: Absolution skiljer sig väsentligt från tidigare titlar i serien då Agent 47 varit anlitad av en internationell organisation som tar emot beställningar och utför mord baserat på kontrakt (därav tidigare speltitlar såsom Hitman: Contracts), i denna femte del av serien så är agent 47 nu ute efter hämnd på denna organisation, då hans arbetsgivare i slutet av föregående spel (Hitman: Blood Money) övergav och förrådde honom.
Precis som i föregående spel så spelar man som agent 47, en lönnmördare som dödar för pengar. De primära målen som agent 47 tar emot kontrakt på har i tidigare spel i princip alltid någon som själv beter sig moraliskt förkastligt, hans offer kan vara allt från professionella kidnappare till maffia-bossar. Dock så finns det oftast oskyldiga med på banorna, och dessa kan agent 47 också döda, oftast utan större bestraffningar (förutom en sämre rankning vid banans slutförande).

## Röstskådespelare
- David Bateson - Agent 47, spelets huvudperson. Motion capture av William Mapother.
- Keith Carradine - Blake Dexter, spelets huvudskurk.
- Marsha Thomason - Diana Burnwood, Agent 47:s före detta arbetsgivare.[5]
- Powers Boothe - Benjamin Travis, chef för ICA; senare den sekundära huvudskurken.
- Shannyn Sossamon - Jade Nguyen, Travis' personliga sekreterare.
- Vivica A. Fox - Lasandra Dixon, huvudlönnmördaren av "The Saints", ICA:s elitstyrka.[6]
- Jonathan Adams - Cosmo Faulkner, en kriminalpolis.[7]
- Traci Lords - Layla Stockton, Blake Dexters medarbetare.[7]
- Steven Bauer - Birdie, 47:s informatör.[7]
- Isabelle Fuhrman - Victoria, en ung flicka som Diana skickade 47 för att rädda.[7]
- Larry Cedar - Wade, en legosoldat som arbetar för Dexter.[7]
- Jon Gries - Clive Skurky, en perverterad sheriff.[7]
- Isaac Singleton - Sanchez, Blake Dexters livvakt.[7]
- Shane Stevens - Lenny 'The Limp' Dexter, Blake Dexters misshandlade son och Wades kollega.
- Phoebe Dorin - Sister Mary, en nunna som bistår Agent 47.
- Daniel Bonjour - Landon
- Greg Berg - Chris
- Ryan Francis - The Patriot
- Adrienne Barbeau - Hotellchefens fru
- Steve Blum - Olika röstroller

## Mottagande
| Mottagande          | Mottagande                             |
| Samlingsbetyg       | Samlingsbetyg                          |
| Tjänst              | Betyg                                  |
| ------------------- | -------------------------------------- |
| Gamerankings        | (PS3) 84.83% (X360) 79.29% (PC) 76.13% |
| Metacritic          | (PS3) 83/100 (X360) 79/100 (PC) 79/100 |
| Recensionsbetyg     |                                        |
| Publikation         | Betyg                                  |
| Edge                | 7/10                                   |
| Eurogamer           | 7/10                                   |
| Game Informer       | 8.75/10                                |
| Gamespot            | 7.5/10                                 |
| Gamesradar          | [ 18 ]                                 |
| Gametrailers        | 6.9/10                                 |
| IGN                 | 9/10                                   |
| PC Gamer US         | 66/100                                 |
| Videogamer.com      | 5/10                                   |
| Blogcritics.org     | [ 23 ]                                 |
| GameArena           | 3/10                                   |
| Gaming Age          | C                                      |
| IBITimes            | 5/10                                   |
| The Daily Mail      | [ 27 ]                                 |
| The Daily Telegraph | [ 28 ]                                 |
| VentureBeat         | 7.5/10                                 |
| Gamereactor         | 8/10                                   |

Hitman: Absolution fick mestadels positiva betyg från flera spelkritiker. Webbplatserna Gamerankings och Metacritic gav genomsnittsbetygen 84,83% och 83/100 till Playstation 3-versionen, 79,29% och 79/100 till Xbox 360-versionen och 76,13% och 79/100 till PC-versionen.